# オリオン座ウプシロン星
オリオン座υ星（υ Orionis、υ Ori）は、オリオン座にある恒星である。青白い主系列星で、視等級は4.62、太陽系からはおよそ1,200光年離れた位置にある。変光星として確定してはいないが、ケフェウス座β型変光星ではないかといわれている。

## 名称
オリオン座υ星は、オリオン座ι星の南にあり、バイエルの『ウラノメトリア』では、オリオン座e星（オリオン座29番星）と共に、オリオンの右足に位置している。フラムスティード番号では、36番が付与されている。「サビット」（ﺛﺎﺑﺖ、Thabit）という固有名も持つとされるが、アメリカのアマチュア博物学者アレンによれば、バリットが著した『宇宙の地理学』の星図にその名前が記述されているものの、そもそもの起源は不明である。なお、アラビア語に「変わらないもの」を意味する、Al Thabitという言葉は存在する。

## 特徴

オリオン大星雲（M42）から南の領域。視野の右端やや下寄りの一際明るい恒星が、オリオン座υ星。出典: ESO / DSS2

### スペクトル型
1943年以来、オリオン座υ星は、MK分類でB0 V型星の標準星として用いられてきた。しかし、オリオン座υ星のスペクトル型をO9 V型やO9.5 V型とした例もあり、銀河系内のO型星カタログでは、O9.7 V型と定義してその標準星としている。

### 変光
1981年、オリオン座υ星に周期的な吸収線スペクトルの形状変化が見つかった。詳しく調べると、周期およそ12時間の非動径脈動が発生しているものと考えられ、ペルセウス座53番星に代表される、ゆっくり脈動するB型星（SPB）の一つではないかと考えられるようになった。
一方で、測光観測の結果からは、オリオン座υ星がケフェウス座β型である可能性が指摘された。変光星総合カタログの変光星分類によると、ケフェウス座β型の一部がSPBであると分類されており、オリオン座υ星は同カタログでは、新しい変光星候補としてケフェウス座β型に分類、収録されている。

### 位置
オリオン座υ星の年周視差は、ヒッパルコス衛星による測定で、1.14±0.25ミリ秒と求められており、それを距離に換算すると、地球からおよそ2,900光年となる。一方で、減光を基に推定した距離はおよそ1,670光年、スペクトルから推定した距離はおよそ1,190光年と、手法によって結果のバラつきが大きい。
オリオン座υ星は、オリオン座OB1アソシエーションcの一員とされる。